# Coral Càrmina
La Coral Càrmina és un cor mixt de Barcelona creat l'any 1972 per Jordi Casas.
Amb 50 cantaires, el director musical des de la temporada 2013-2014 és l'igualadí Daniel Mestre, mantenint-se com a director col·laborador qui ho fou prèviament, Gorka Sierra, director artístic de l'Orquestra Bilbao Philarmonia, i com a Director Fundador i Col·laborador, Jordi Casas.
Josep Pons, Francesc Guillén, Josep Vila, Alfred Cañamero, Montserrat Ríos i Fernando Marina n'han estat directors.